# クズロルダ州
クズロルダ州（クズロルダしゅう、カザフ語: Қызылорда облысы、ロシア語: Кызылординская область、Qyzylorda）は、中央アジアのカザフスタンの州の1つ。州都はクズロルダ。東はテュルキスタン州に接し、南はウズベキスタンに接し、北はウルタウ州に接し、西はアクトベ州に接する。

## この州に属する主な都市
- クズロルダ
- アラル
- バイコヌール - 2050年まではロシア連邦が租借する見込み。